# 拉费尔科费尔
拉费尔科费尔，是西班牙巴伦西亚自治区巴伦西亚省的一个市镇。总面积2平方公里，总人口1367人（2001年），人口密度684人/平方公里。